# La Houssaye-Béranger
La Houssaye-Béranger är en kommun i departementet Seine-Maritime i regionen Normandie i norra Frankrike. Kommunen ligger i kantonen Clères som tillhör arrondissementet Rouen. År 2022 hade La Houssaye-Béranger 539 invånare.

## Befolkningsutveckling
Antalet invånare i kommunen La Houssaye-Béranger
| Referens: INSEE |